# James E. Faust

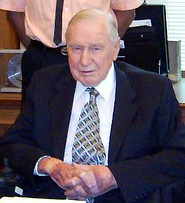
James E. Faust

James Esdras Faust (Delta, Utah, 31 de julio de 1920 – Salt Lake City, Utah, 10 de agosto de 2007), fue un abogado, político y líder religioso estadounidense. Conocido en su iglesia como Presidente Faust, sirvió por 29 años como apóstol y segundo consejero de Gordon B. Hinckley desde 1995, hasta su muerte, y un total de 35 años como autoridad general de La Iglesia de Jesucristo de los Santos de los Últimos Días. Fue reemplazado, al fallecer, en la Primera Presidencia por Henry B. Eyring. 
Como parte de su servicio liderando la iglesia (SUD), Faust dedicó los templos de San José, Costa Rica; Medford, Oregón; Boise, Idaho; Oaxaca, México y Campinas, Brasil.

## Juventud
James E. Faust nació de George A. Faust y Amy Finlinson en el pueblo rural de Delta, Utah. Antes de llegar a la edad de la secundaria, su familia se mudó al sur del valle de Salt Lake City. En Granite High School ganó premios en atletismo y galardones en fútbol americano. Faust se recibió de la Universidad de Utah en donde continuó sus logros atléticos en la pista de 440 yardas y la carrera de 1 milla. Mientras estudiaba en la Universidad, congeló su cupo en dos ocasiones, la primera para servir como misionero de su iglesia en el sur de Brasil (1939 – 1942) y luego durante la Segunda Guerra Mundial, donde sirvió en el Cuerpo Aéreo del Ejército de los Estados Unidos de donde fue dado de baja con el rango de Primer Teniente.
El 22 de abril de 1943, Faust contrajo matrimonio con Ruth Wright, a quien conocía desde Granite High School, en Salt Lake City. El matrimonio se realizó mientras estaba de permiso por 10 días, y fueron casados en el Templo de Salt Lake City.

## Servicio Público
Faust se graduó como abogado de la Universidad de Utah, después de lo cual ejerció en un bufete legal en Salt Lake City. En 1962, fue elegido presidente de la asociación de abogados de Utah, puesto que ocupó por un año. La misma asociación le otorgó el Premio Emérito del Abogado Distinguido en 1996. Durante los años 60, Faust fue nombrado al Comité de Estudio Legislativo de Utah y luego a la Comisión de Revisión Constitucional de Utah.
Faust sirvió en el Senado de Utah para la 28va legislatura del estado de Utah (1949) como demócrata del octavo distrito de Utah. Sirvió luego como director del partido demócrata del estado de Utah. En 1996, fue galardonado con el premio Miliciano de la Guardia Nacional de Utah.
Faust fue asignado por el presidente de los Estados Unidos John F. Kennedy a servir en el Comité de Abogados para los Derechos Humanos. Fue también asesor de la revista del Colegio de Abogados Americano. Faust fue condecorado ciudadano honorario de la ciudad brasileña de São Paulo. Recibió también el premio nacional del ciudadano Brasileño.

## Publicaciones
- Faust, James E. (2004). Finding Light in a Dark World. Deseret Book Company. ISBN 1-57345-100-2.
- —— (2002). True Gifts of Christmas. Eagle Gate Publishers. ISBN 1-57008-729-6.
- —— (2001). Stories from my Life. Deseret Book Company. ISBN 1-57345-968-2.
- —— (1990). Reach up for the Light. Deseret Book Company. ISBN 0-87579-418-1.

- —— (1980). To Reach Even unto You. Deseret Book Company. ISBN 0-87747-807-4.